# Jaera petiti
Jaera petiti is een pissebed uit de familie Janiridae. De wetenschappelijke naam van de soort is voor het eerst geldig gepubliceerd in 1953 door Schulz.